# EXAPIECO
有限会社EXAPIECO（エクサピーコ）は、2001年にグラフィック・デザイナーのジュリアーノナカニシ（本名 中西純）により設立された日本のデザイン会社。

## 概要
グラフィックデザイン。2012年より日本の農山漁村を紹介する『季刊 日本で最も美しい村』を発行中。

## 主な仕事
- 書籍「日本で最も美しい村をつくる人たち －もう一つの働き方と暮らしの実践－」（2022、学芸出版社）
- 「季刊 日本で最も美しい村 Vol.00-Vol.40」（2012-2022、有限会社エクサピーコ）
- 「情報通信の現在と未来を展望するNextcom」
- 「FP Journal（Cover）」日本FP協会
- ３つの扉と１００の約束［絵本で表現する荒井商事株式会社の100年社史］（2020）
- 奄美くろうさぎ留学（2018）
- 「おいでよ 森へ～空と水と大地をめぐる命の話し」（2016、ダイヤモンド社）
- blanciris online（2015）
- 木のレコード（2015）
- サントリーウエルネス（2009, Website Design）
- Noevir Style（2007, Website Design）
- キユーピーハーフ（2008, Website Design）
- kirin 麦焼酎 pure blue（2003, Website Design）
- SonyStyle 5th Anniversary（2005, Website Design）
- SO-EN 文化出版局｜装苑 WEB REPORT（2004, Website Design）
- Miss. Cabour（2004, Website Design）
- S.E.S VAP RECORD SITE（1999、Web Promotion）

## 主な著書
- 「日本で最も美しい村をつくる人たち －もう一つの働き方と暮らしの実践－」（2022、学芸出版社）ISBN 978-4-7615-0921-7

### プロジェクト
- Ready for クラウドファンディング「日本中を美しい村に」
- 日本遺産　北前船寄港地・船主集落
- 声の世界地図 VOICE MAP

## 受賞歴/展覧会
- MISAWA LIFE DESIGN AWARD 2001/入選　坂本龍一氏推薦（2001、Planning ideas）
- HOT WIRED JAPAN "CLICK ART" | dolce vita（1998, Interactive Design）
- 『モーション・グラフィックス展 '98 バキューングラフィカ』AXIS GALLERY（1998, Interactive Design）
- 日経BP デジタルパブリッシンググランプリ "LEMIちゃんの冒険"（1997, Interactive Design）
- オペルデザインコンテスト森ビル賞 "VOICE MAP"（1996, Interactive Design）
- 福岡市健康づくりセンター「あいれふ」シンボルマーク（1994, Symbol mark）